# الحسن کیتا (بازیکن فوتبال، زاده ۱۹۸۳)
الحسن کیتا (انگلیسی: Alhassane Keita؛ زادهٔ ۲۶ ژوئن ۱۹۸۳) بازیکن فوتبال اهل گینه بود.
از باشگاه‌هایی که در آن بازی کرده است می‌توان به باشگاه فوتبال الامارات امارات، باشگاه فوتبال رئال وایادولید، باشگاه فوتبال زوریخ، باشگاه فوتبال المپیک خریبکه، باشگاه فوتبال الاتحاد، باشگاه فوتبال سنت گالن، باشگاه فوتبال الشباب عربستان سعودی، باشگاه ورزشی رئال مایورکا، و باشگاه فرهنگی ورزشی دبی اشاره کرد.
وی همچنین در تیم ملی فوتبال گینه بازی کرده است.